# エンフルラン
エンフルラン（Enflurane、2-クロロ-1,1,2-トリフルオロエチル ジフルオロメチル エーテル）はハロゲン化エーテルの一種の揮発性麻酔薬である。1963年に開発され、1966年に初めて臨床使用された。1970年代から1980年代にかけて広く使用されたが、現在では一般には使用されていない。日本では経過措置期限2008年3月末を以って販売終了となった。
エンフルランはイソフルランの構造異性体である。室温では液体だが、容易に気化する。 吸入麻酔薬としてのカラーコードはオレンジ。製品容器や専用気化器にはオレンジの色帯があった。

## 物理的性質
| 性質                | 値                  |
| ------------------- | ------------------- |
| 1気圧における沸点   | 56.5 °C             |
| 最小肺胞内濃度      | 1.68                |
| 20 °Cにおける蒸気圧 | 22.9 kPa (172 mmHg) |
| 血液/ガス分配係数   | 1.9                 |
| 油/ガス分配係数     | 98                  |

## 薬理学
揮発性麻酔薬の正確な作用機序は解明されていない。エンフルランはGABAA受容体、グリシン受容体、5-HT₃受容体の正のアロステリック調節因子として、またAMPA型グルタミン酸受容体、カイニン酸型グルタミン酸受容体、NMDA型グルタミン酸受容体およびニコチン性アセチルコリン受容体の負のアロステリック調節因子として作用する。GABAA受容体を活性化し、興奮性の受容体であるニコチン性アセチルコリン受容体を抑制する一方で、NMDA型グルタミン酸受容体に対する作用はあまりないことが知られている。

## 副作用
臨床的に、エンフルランは用量依存的に心筋の収縮力を低下させ、それに伴い心筋の酸素消費も減少する。吸入されたエンフルランは肝臓で酸化され、フッ化物イオンとジフルオロメトキシ-ジフルオロ酢酸を生成する。これは構造異性体であるイソフルランの代謝率よりも著しく高い（生体内代謝率はイソフルランが0.2%なのに対しエンフルランは2%）。
また、エンフルランはけいれんの閾値を下げるため、特にてんかん患者には使用すべきではない。すべての強力な吸入麻酔薬と同様、悪性高熱症の既知の誘発因子である。
他の強力な吸入麻酔薬と同様に、妊婦の子宮を弛緩させ、分娩時や妊娠子宮に対する処置時の出血量増加に関連する。
麻酔薬としては廃れたメトキシフルランには腎毒性があり、急性腎不全を引き起こしたが、これは一般にフッ化物イオンの遊離によるものとされている。エンフルランも同様に代謝されるが、フッ化物の遊離による血漿中濃度は低く、エンフルランに関連する腎不全はほとんど見られないか、全く見られなかった。

## 労働安全衛生
米国の国立労働安全衛生研究所（NIOSH）は、60分間の廃棄麻酔ガスへの曝露に対する推奨曝露限界（recommended exposure limit: REL）を2 ppm（15.1 mg/m3）と設定している。エンフルランへの職業曝露の作用・症状には、眼刺激、中枢神経系抑制、鎮痛、麻酔、痙攣、および呼吸抑制がある。